# 9e bataillon de communication (États-Unis)
Pour les articles homonymes, voir 9e bataillon.
Le 9e bataillon de communication (9th Communication Battalion ou 9th Comm) est un bataillon de communications du United States Marine Corps. Il fait partie de la I Marine Expeditionary Force (I MEF) et est basé au Marine Corps Base Camp Pendleton, en Californie. 

## Unités subordonnées
- Quartier général
- Compagnie des services
- Alpha Company
- Bravo Company
- Compagnie Charlie
- Compagnie de soutien
- Compagnie de Cyberdéfense

## Histoire

### Les premières années
Le 9e Bataillon des communications a été activé le 1er juin 1966 au Marine Corps Air Ground Combat Center Twentynine Palms, en Californie. Il a été affecté aux troupes de la Fleet Marine Force Pacific en juillet 1967. L'unité a été réduite à zéro et désactivée le 15 octobre 1974. La Communication Support Company a été ré-activée le 16 octobre 1974 mais a été rapidement désactivée le 30 novembre 1976. Elle a été de nouveau activée le 1er décembre 1976 en tant que Compagnie de soutien aux communications (renforcée), 9th Battalion de communication à 29 Palms et affectée aux troupes de la Force, FMF, Pacifique. Le 15 février 1979, les troupes de la Force sont désactivées et le bataillon est affecté au Marine Corps Air Ground Combat Center (MCAGCC), 29 Palms. 

### Années 1980 et 1990
1er décembre 1982: Compagnie de communication (renforcée), le 9e bataillon de communication redésigné au Camp Pendleton, en Californie, en tant que 9e bataillon de communication, Fleet Marine Force janvier 1984: réaffectation à la I Marine Amphibious Force 5 février 1988: la I Marine Amphibious Force devient la I Marine Expeditionary Force juillet 1989: réaffecté au 1er groupe de surveillance, de reconnaissance et de renseignement, I Marine Expeditionary Force août 1990-mars 1991: Opération Desert Shield et Desert Storm, Asie du Sud-Ouest décembre 1992-avril 1993: Opération Restore Hope, Somalie Réaffecté en juin 1998 au Groupe de quartier général du Corps expéditionnaire des Marines 

### Guerre mondiale contre le terrorisme
La 9e Comm a effectué des déploiements d'une durée de quatre ans à l'appui de l'opération Iraqi Freedom. Ils se sont déployés au Koweït fin 2002 et ont ensuite participé à l'invasion de l'Iraq en 2003. Après cela, ils ont passé des déploiements d'un an pour l'OIF en 2004, 2006 et 2008. 
La 9th Comm a également participé à plusieurs déploiements à l'appui de l'opération Enduring Freedom. Leurs déploiements cumulés ont vu l'installation, l'exploitation et la maintenance du plus grand réseau d'entreprise jamais créé par une unité du Marine Corps à l'intérieur du Camp Leatherneck en Afghanistan. Pendant cette période, le Camp Leatherneck et les régions avoisinantes ont connu d'importantes améliorations de l'infrastructure des télécommunications ainsi qu'une augmentation de la disponibilité des services de réseau commercialisés pour soutenir tout le personnel de la base. La présence du 9th Comm au camp Leatherneck a duré jusqu'à la fin des opérations en octobre 2014, lorsque le camp a été remis aux forces afghanes. 

## Récompenses de l'unité
Une citation ou une mention élogieuse est une récompense  décernée à une organisation pour l'action citée. Les membres de l'unité qui ont participé à ces actions sont autorisés à porter sur leur uniforme la citation de l'unité attribuée. Le 9th Comm a reçu les prix suivants: 
| Streamer | Récompense                                                              | Années                               | Information additionnelle                                       |
| -------- | ----------------------------------------------------------------------- | ------------------------------------ | --------------------------------------------------------------- |
|          | Streamer de citation de l'unité présidentielle                          | 2003, 2010                           | Irak, Afghanistan                                               |
|          | Streamer du prix de l'unité méritoire conjointe                         | 1992–1993                            | Somalie                                                         |
|          | Banderole élogieuse d'unité de la marine avec une étoile de bronze      |                                      |                                                                 |
|          | Bouteille d'éloge d'unité méritoire avec une étoile de bronze           |                                      |                                                                 |
|          | Streamer du Service de la Défense nationale avec deux étoiles de bronze | 1966–1974, 1990–1995, 2001 – présent | Guerre du Vietnam, Guerre du Golfe, Guerre contre le terrorisme |
|          | Streamer expéditionnaire des forces armées                              | 1992–1993                            | Somalie                                                         |
|          | Streamer de service en Asie du Sud-Ouest avec deux étoiles de bronze    | Septembre 1990 - février 1991        | Opération Bouclier du désert, Opération Tempête du désert       |
|          | Streamer de campagne en Irak                                            |                                      |                                                                 |
|          | Streamer expéditionnaire de la guerre mondiale contre le terrorisme     | Mars - mai 2003                      | Irak                                                            |
|          | Streamer du service de guerre mondiale contre le terrorisme             | 2001-présent                         |                                                                 |